# Ctenomys
Ctenomys is een geslacht van zoogdieren uit de familie van de kamratten (Ctenomyidae). De wetenschappelijke naam van het geslacht werd in 1826 gepubliceerd door Henri Marie Ducrotay de Blainville.

## Soorten
Er worden 70 soorten in dit geslacht geplaatst:
- Ctenomys andersoni Gardner, Salazar-Bravo, & Cook, 2014
- Ctenomys argentinus Contreras & Berry, 1982
- Ctenomys australis Rusconi, 1934
- Ctenomys bergi Thomas, 1902
- Ctenomys bicolor Miranda-Ribeiro, 1914
- Ctenomys bidaui Teta & D'Elía, 2020
- Ctenomys boliviensis Waterhouse, 1848
- Ctenomys bonettoi Contreras & Berry, 1982
- Ctenomys brasiliensis Blainville, 1826
- Ctenomys chechehet F. J. Mapelli et al., 2024
- Ctenomys coludo Thomas, 1920
- Ctenomys conoveri Osgood, 1946
- Ctenomys contrerasi Teta & D'Elía, 2020
- Ctenomys dorbignyi Contreras & Contreras, 1984
- Ctenomys dorsalis Thomas, 1900
- Ctenomys eileenae Teta et al., 2023
- Ctenomys emilianus Thomas & St. Leger, 1926
- Ctenomys erikacuellarae Gardner, Salazar-Bravo, & Cook, 2014
- Ctenomys flamarioni Travi, 1981
- Ctenomys fochi Thomas, 1919
- Ctenomys fodax Thomas, 1910
- Ctenomys frater Thomas, 1902
- Ctenomys fulvus Philippi, 1860
- Ctenomys haigi Thomas, 1917
- Ctenomys heniacamiare Mapelli, et al., 2022
- Ctenomys ibicuiensis Freitas, et al., 2012
- Ctenomys johannis Thomas, 1921
- Ctenomys juris Thomas, 1920
- Ctenomys knighti Thomas, 1919
- Ctenomys lami Freitas, 2001
- Ctenomys latro Thomas, 1918
- Ctenomys lessai Gardner, Salazar-Bravo, & Cook, 2014
- Ctenomys leucodon Waterhouse, 1848
- Ctenomys lewisi Thomas, 1926
- Ctenomys magellanicus Bennett, 1836
- Ctenomys maulinus Philippi, 1872
- Ctenomys mendocinus Philippi, 1869
- Ctenomys miguelchristie Tammone, 2024
- Ctenomys minutus Nehring, 1887
- Ctenomys nattereri J. A. Wagner, 1848
- Ctenomys occultus Thomas, 1920
- Ctenomys opimus Wagner, 1848
- Ctenomys osvaldoreigi Contreras, 1995
- Ctenomys paraguayensis Contreras, 2000
- Ctenomys pearsoni Lessa & Langguth, 1983
- Ctenomys perrensi Thomas, 1896
- Ctenomys peruanus Sanborn & Pearson, 1947
- Ctenomys pilarensis Contreras, 1993
- Ctenomys plebiscitum Brook, et al., 2021
- Ctenomys pontifex Thomas, 1918
- Ctenomys pulcer Verzi, et al., 2023
- Ctenomys rionegrensis Langguth & Abella, 1970
- Ctenomys roigi Contreras, 1988
- Ctenomys rondoni Miranda-Ribeiro, 1914
- Ctenomys saltarius Thomas, 1912
- Ctenomys scagliai Contreras, 1999
- Ctenomys sericeus J. A. Allen, 1903
- Ctenomys sociabilis Pearson & Christie, 1985
- Ctenomys steinbachi Thomas, 1907
- Ctenomys talarum Thomas, 1898
- Ctenomys terraplen Brook et al., 2024
- Ctenomys thalesi Teta & D'Elía, 2020
- Ctenomys torquatus Lichtenstein, 1830
- Ctenomys tuconax Thomas, 1925
- Ctenomys tucumanus Thomas, 1900
- Ctenomys tulduco Thomas, 1921
- Ctenomys uco Alvarado-Larios et al., 2024
- Ctenomys verzi Teta et al., 2023
- Ctenomys viperinus Thomas, 1926
- Ctenomys yatesi Gardner, Salazar-Bravo, & Cook, 2014